# Yoelbi Quesada
Yoelbi Luis Quesada Fernández (in manchen Quellen auch Yoelvis geschrieben; * 4. August 1973 in Trinidad) ist ein ehemaliger kubanischer Dreispringer.
Der Vizejuniorenweltmeister von 1990 wurde 1991 bei den Weltmeisterschaften Siebter und siegte bei den Panamerikanischen Spielen in Havanna. 1992 wurde er Juniorenweltmeister und bei den Olympischen Spielen 1992 in Barcelona Sechster mit 17,18 Meter.
1993 belegte er bei den Hallenweltmeisterschaften in Toronto belegte er den fünften, bei den Weltmeisterschaften in Stuttgart den zwölften Platz.
1995 gewann er bei den Hallenweltmeisterschaften in Barcelona mit 17,62 Meter Silber hinter Brian Wellman von den Bermudas und verteidigte seinen Titel bei den Panamerikanischen Spielen in Mar del Plata. Bei den Weltmeisterschaften in Göteborg belegte Quesada mit windunterstützten 17,59 Meter Platz 4 und verpasste Bronze nur wegen des schlechteren zweiten Versuchs.
Seine einzige olympische Medaille gewann Yoelbi Quesada bei den Spielen 1996 in Atlanta mit 17,44 Meter hinter Kenny Harrison mit 18,09 Meter und Jonathan Edwards mit 17,88 Meter. Er hatte vier Zentimeter Vorsprung auf Mike Conley Sr.
Seinen größten Erfolg konnte Quesada 1997 erringen, als er bei den Weltmeisterschaften in Athen mit persönlicher Bestleistung von 17,85 Meter im zweiten Versuch vor Jonathan Edwards gewann. Kurz darauf gewann er ebenfalls Gold bei der Universiade.
Bei den Hallenweltmeisterschaften 1999 in Maebashi wurde er Vierter. Bei den Panamerikanischen Spielen in Winnipeg verteidigte er zum zweiten Mal seinen Titel, siegte erneut bei der Universiade, wurde dann aber nur Zehnter bei den Weltmeisterschaften in Sevilla.
Bei den Olympischen Spielen 2000 in Sydney war Quesada wieder in der Weltspitze dabei. Mit seinem letzten Versuch von 17,37 Meter setzte sich Quesada auf Rang 3, wurde aber von seinem Landsmann Yoel García noch um einen Platz verdrängt, als sich García in seinem letzten Versuch mit 17,47 Meter Silber ersprang.
Bei den Hallenweltmeisterschaften 2003 in Birmingham und bei den Panamerikanischen Spielen in Santo Domingo gewann Quesada Bronze. Bei den Weltmeisterschaften in Paris/Saint-Denis wurde Quesada mit 16,84 Neunter und verpasste den Endkampf nur um zwei Zentimeter.
Bei den Olympischen Spielen 2004 in Athen wurde Quesada mit 16,96 Meter noch einmal Achter.
Mit diesem Wettkampf beendete er seine aktive Karriere. Er besitzt einen Studienabschluss in Sportwissenschaften und schloss sich in Havanna dem Trainerteam der Weitsprungdisziplinen unter Cheftrainer Milán Matos an. Später heiratete er eine Spanierin, mit der er nach Barcelona übersiedelte und dort eine Familie gründete. Als seine Frau einen Arbeitsplatz in Ingolstadt angeboten bekam, zog die Familie Mitte 2012 zwischenzeitlich nach Deutschland um. Quesada hoffte, hier später als Trainer arbeiten zu können. Nach dem unvorhergesehenen Rückzug von Matos aus dem kubanischen Sport übernahm Quesada im Mai 2013 die Rolle des Nationaltrainers der Dreispringerinnen, darunter Mabel Gay, die nach dem Rückzug von Yargelis Savigne im Juli 2013 die beste Springerin des Teams ist.
Bei einer Körpergröße von 1,81 m betrug sein Wettkampfgewicht 71 kg. In den kubanischen Medien hatte er den Spitznamen „El Chispa“ (der Funke).